# Stade des Alpes
Lo Stade des Alpes è un impianto sportivo multifunzione francese di Grenoble.
Inaugurato nel 2008, sorge accanto al Parc Paul Mistral e ospita le partite interne del Grenoble Foot 38 e del Grenoble Rugby.
La sua altezza è di 23 m ed ha una capacità di 20.068 posti.
Inizialmente usato per gli incontro più importanti, dalla stagione 2014-2015 diventa lo stadio di casa dell'FC Grenoble Rugby, lasciando l'altro impianto della città, lo Stadio Lesdiguières. Durante questa stagione, la presenza media è di 15.043 spettatori.